# 배서준
배서준(裵瑞峻, 2003년 12월 11일 ~ )은 대한민국의 축구 선수로, 포지션은 왼쪽 풀백이다. 현재 K리그1 대전 하나 시티즌 소속이다.

## 국가대표팀 경력

### 국가대표팀
대한민국 U-20
- FIFA U-20 월드컵 : 4위 (2023)

## 참고 자료
- '대전의 미래' 배서준은 지능적인 수비로 왼쪽 측면을 지킨다